# Prałatura terytorialna
Prałatura terytorialna – jednostka administracyjna Kościoła rzymskokatolickiego, zaliczana przez Kodeks prawa kanonicznego do kościołów partykularnych. Definicja prałatury terytorialnej w kodeksie jest określona słowami:

Prałatura terytorialną lub opactwo terytorialne oznacza część Ludu Bożego w określonych granicach terytorium. Ze względu na szczególne warunki, piecza o ten lud zostaje powierzona prałatowi lub opatowi, który kieruje nim, na podobieństwo biskupa diecezjalnego, jako własny jego pasterz. 

Prałaci terytorialni (łac. Praelatus nullius) zwykle mają święcenia biskupie. Nie należy tego urzędu mylić z godnością prałata.

## Lista prałatur terytorialnych
- Argentyna
  - Prałatura terytorialna Esquel
  - Prałatura terytorialna Deán Funes
  - Prałatura terytorialna Cafayate
  - Prałatura terytorialna Humahuaca
- Boliwia
  - Prałatura terytorialna Aiquille
  - Prałatura terytorialna Corocoro
- Brazylia
  - Prałatura terytorialna Alto Xingu-Tucumã
  - Prałatura terytorialna Itaituba
  - Prałatura terytorialna Marajó
  - Prałatura terytorialna São Félix
  - Prałatura terytorialna Itacoatiara
  - Prałatura terytorialna Tefé
- Filipiny
  - Prałatura terytorialna Batanes
  - Prałatura terytorialna Infanta
  - Prałatura terytorialna Marawi
  - Prałatura terytorialna Isabela
- Francja
  - Prałatura terytorialna Mission de France
- Gwatemala
  - Prałatura terytorialna Santo Cristo de Esquipulas
- Meksyk
  - Prałatura Terytorialna Huautla
  - Prałatura Terytorialna Mixes
  - Prałatura Terytorialna El Salto
  - Prałatura terytorialna Jesús María del Nayar
- Norwegia
  - Niezależna Prałatura Tromsø
  - Niezależna Prałatura Trondheim
- Panama
  - prałatura terytorialna Bocas del Toro
- Peru
  - Prałatura terytorialna Ayaviri
  - Prałatura terytorialna Chuquibamba
  - Prałatura terytorialna Juli
  - Prałatura terytorialna Caravelí
  - Prałatura terytorialna Chuquibambilla
  - Prałatura terytorialna Santiago Apóstol de Huancané
  - Prałatura terytorialna Yauyos
  - Prałatura terytorialna Huamachuco
  - Prałatura terytorialna Moyobamba
  - Prałatura terytorialna Chota

- Włochy
  - Prałatura terytorialna Loreto
  - Prałatura terytorialna Pompei